# Walter Volmer
Walter Volmer (* 14. Jahrhundert; † um 1430 in Aachen) war Schöffe und Bürgermeister der Reichsstadt Aachen.

## Leben
Der Sohn des Volmer in St. Jacobstraß entstammte einer alten Patrizier- und Schöffenfamilie, deren Mitglieder bereits zu Beginn des 14. Jahrhunderts in Aachen öffentliche Ämter bekleideten. Dazu gehörten unter anderem auch der Schöffen-Bürgermeister Arnold Volmer und Konrad Volmer, welcher zwar nicht dem Schöffenstuhl angehörte, aber zum Bürgermeister-Bürgermeister gewählt wurde. Walter Volmer selbst wurde 1400 in das Schöffenkollegium aufgenommen und laut der Quelle Aachener Bürgermeister von 1251 bis 1798 im Jahr 1427 zum Bürgermeister der Freien Reichsstadt Aachen gewählt. Hermann Friedrich Macco datiert in seinem Buch Aachener Wappen und Genealogien, Bd. II, die Amtszeit auf 1426, wogegen es in der Quelle Die Schöffen des königlichen Stuhls keine Eintragungen über eine Amtszeit als Bürgermeister gibt.
Walter Volmer war Besitzer der Kelmismühle, eine Schleifmühle zwischen Jakobstraße/Dr. Vitus-Metz-Straße und Löhergraben am Ufer der Pau, sowie Anteilseigner einer Galmeigrube bei Kelmis und Lehnsherr mehrerer Ländereien. Er war verheiratet mit Fultschgin van Boemel, mit der er mehrere Töchter hatte. Walter Volmer war der letzte seiner Familie, der ein bedeutendes Amt innehatte. Ende des 15. Jahrhunderts erlosch die Familie im Mannesstamm.